# لوپت
لوپت (به انگلیسی: Loopt) یک شرکت مستقر در کالیفرنیا در ایالات متحده است که به کاربران گوشی‌های هوشمند، امکان به اشتراک‌گذاری موقعیت خود به صورت انتخابی با سایر افراد را می‌دهد. این خدمت در گوشی‌های آیفون، بلک‌بری، اندروید و نیز ویندوزفون قابل دسترسی است. این خدمت بیش از ۵ میلیون کاربر داشته و با همه شرکت‌های عمده ارائه دهنده مخابرات همراه در ایالات متحده، قرارداد کاری دارد. همچنین امکان درهم آمیزی این خدمت با شبکه‌های اجتماعی نظیر فیسبوک و توئیتر نیز وجود دارد. لوپت در سال ۲۰۰۵ در شتابدهنده وای کامبینیتر پذیرفته شد.